# Parafia św. Stanisława Biskupa i Męczennika w Babienicy
Parafia św. Stanisława Biskupa i Męczennika w Babienicy – parafia rzymskokatolicka w metropolii katowickiej, diecezji gliwickiej, dekanacie woźnickim.

## Historia
Parafię ustanowił bp Herbert Bednorz 16 maja 1980. Liczy 2100 wiernych (2110 mieszkańców).

## Miejsca kultu
Na terenie parafii znajduje się kościół parafialny pw. św. Stanisława Biskupa oraz kaplica pw. Matki Boskiej Różańcowej.

## Historia
15 listopada 1971 rozbudowano kaplicę św. Stanisława Biskupa. W okresie letnim msze święte niedzielne odprawiano pod gołym niebem. W 1974 utworzono rektorat. Parafię erygowano dekretem biskupa katowickiego 16 maja 1980. W roku erygowania parafia otrzymała zezwolenia na rozbudowę kapliczki z prawem zmiany jej lokalizacji. W 1980 roku uzyskano zezwolenie na budowę kościoła. 25 lutego 1982 zatwierdzono projekt budowy kościoła, plebanii i sal katechetycznych autorstwa inż. arch. Krystiana Laska. Świątynia została wzniesiona w latach 1982–1984. Budowę ostatecznie zakończono przed świętami wielkanocnymi w 1986 roku. Kościół wraz z zapleczem katechetyczno-mieszkalnym poświęcono 9 grudnia 1984.

## Zasięg parafii
Do parafii należą wierni z następujących miejscowości: Babienica, Psary Śląskie i Mzyki. Trzy dzwony zostały ufundowane przez rodziny: Dziub, Trela, Szreter, Szamborski. 11 kwietnia 1986 bp katowicki Damian Zimoń poświęcił cmentarz. Parafię 27 sierpnia 1996 nawiedził obraz Matki Bożej Jasnogórskiej.